# Gentlemen GmbH
Gentlemen GmbH (ital. Gli Aristocratici) ist eine italienische Comicserie.

## Inhalt
Eine stets vornehm gekleidete Gruppe von Gentlemen und einer Frau begehen sorgsam ausgetüftelte Raubzüge. Die Bande behält dabei nur 10 Prozent für sich, der Rest wird wohltätigen Zwecken gespendet. Die Opfer bilden dabei Mafiosi oder vergleichbare Clans, so dass die Gentlemen auch von Scotland Yard direkt zur Verbrechensbekämpfung eingesetzt werden.

## Personen
- Graf: Oberhaupt der Gruppe
- Moose: Gewichtiger und kampferfahrener Ire
- Kurt: Technikbesessener Schweizer
- Pedro: Safeknacker und Charmeur
- Jean: Hübsche Nichte des Grafen
- Inspektor Allen: Inspektor bei Scotland Yard

## Veröffentlichung
Die Serie erschien erstmals 1973 im Comicmagazin Corriere dei ragazzi und lief dort in Fortsetzungen bis 1977. In Deutschland wurden sie erstmals 1973 und dann wieder ab 1979 im Magazin Zack veröffentlicht, in dessen Verlag auch vier Alben erschienen. In Belgien wurden die Alben bei Novedi und in Frankreich bei Fleurus herausgegeben. In Italien erscheint seit 2018 eine Gesamtausgabe bei Nona Arte. Im September 2020 startete eine deutsche Gesamtausgabe bei Finix Comics.
Ende der 1990er-Jahre haben die Künstler begonnen, im Zuge einer italienischen Wiederveröffentlichung, die Serie komplett zu überarbeiten. Die Seiten wurden nicht nur textlich überarbeitet, sondern wurden auch teilweise oder komplett neu gezeichnet und erhielten auch eine neue Kolorierung. Diese modernisierten Fassungen sind Grundlage der Nona-Gesamtausgabe und damit auch die der achtbändigen Finix-Gesamtausgabe, die auf der italienischen Gesamtausgabe aufbaut.

### Albenveröffentlichungen in Deutschland
- Scotland Yard jagt die Gentlemen, als Zack Box 34, Koralle-Verlag (1979)
- Die Rennbahn-Mafia, als Band 2, Koralle-Verlag (1980)
- In den Klauen der Mafia, als Band 3, Koralle-Verlag (1981)
- König Artus' Wunderschwert, als Band 4, Koralle-Verlag (1981)
- Das goldene Dreieck, Reihe „Detektive, Gauner und Agenten“ Band 1, Ehapa Verlag (1982)
- Entführung in Barcelona, Reihe „Detektive, Gauner und Agenten“ Band 4, Ehapa Verlag (1982)

### Kurzgeschichten
(Auszug)
- Die schottische Tante (Come salvammo la reputazione del miglior agente segreto di Sua Maestà) in Zack Parade 7, Koralle-Verlag (1974)
- James Bond backt kleine Brötchen in Zack Parade 8, Koralle-Verlag (1974) und Zack Pocket 11, Koralle-Verlag (1981)
- Luftfracht für den Diamanten-Scheich in Zack Parade 9, Koralle-Verlag (1975)
- Die feine englische Art in Zack Parade 10, Koralle-Verlag (1975)
- Ein Mann namens Sherlock Holmes in Zack Parade 12, Koralle-Verlag (1975)
- Viel Lärm um nichts in Zack Parade 13, Koralle-Verlag (1975)
- Attentat auf die Queen in Zack Parade 14, Koralle-Verlag (1975)
- Das falsche Lächeln der Mona Lisa in Zack Parade 16, Koralle-Verlag (1976)
- Einer spielt falsch in Zack Parade 17, Koralle-Verlag (1976)
- Die Insel des Millionärs in Zack Parade 18, Koralle-Verlag (1976)
- Diebe haben es schwer in Zack Parade 20, Koralle-Verlag (1976)
- Hexerei und heiße Rhythmen (La porta sbarrata) in Zack Parade 22, Koralle-Verlag (1977) und Zack Pocket 6, Koralle-Verlag (1980)
- Attentat in Istanbul in Zack Parade 23, Koralle-Verlag (1977)
- Das Strumpfband der Gräfin in Zack Parade 24, Koralle-Verlag (1977)
- Jean und der Guru in Zack Parade 25, Koralle-Verlag (1977)
- Tarzan und der Elefant (In aiuto di Lord Greystone) in Zack Parade 26, Koralle-Verlag (1977)
- Alle Jahre wieder in Zack Parade 38, Koralle-Verlag (1980)
- Tarzan der Elefant in Zack Parade 41, Koralle-Verlag (1981)
- Die geklaute Mona Lisa in Zack Parade 43, Koralle-Verlag (1981)
- Chianti schäumt nicht als Zack Sonderheft 4, Mosaik Steinchen für Steinchen Verlag (2002)

### Kurzgeschichten-Sammelbände
- Zack Pocket 6, Koralle-Verlag (1980)
- Zack Pocket 11, Koralle-Verlag (1981)